# Distrito de La Chorrera
La Chorrera es uno de los cinco distritos que integran la provincia de Panamá Oeste. La ciudad homónima es la capital del distrito y de la provincia. Con una población de 258 221 habitantes según el censo de 2023, es el cuarto distrito más poblado de Panamá y el segundo más poblado de la provincia (superado solamente por el distrito de Arraiján). 
El distrito tiene una extensión de 769.8 km² y se organiza territorialmente en 18 corregimientos. Limita al norte con el lago Gatún, al noroeste con el distrito de Colón, al oeste con el distrito de Capira, al sur con el golfo de Panamá y al este con el distrito de Arraiján. La Chorrera posee la isla más extensa del lago Gatún, Barro Colorado, bajo la jurisdicción del corregimiento de Amador. 
Constituido como una ciudad satélite de la Ciudad de Panamá, La Chorrera es uno de los cuatro distritos que constituye su área metropolitana de 1 925 067 habitantes, según el último censo. El centro urbano de la capital provincial está constituido, en su máxima extensión, por los corregimientos de Barrio Balboa, Barrio Colón, El Coco, Guadalupe y parte de Puerto Caimito. Al igual que Arraiján, el distrito alberga diversas localidades en el área circundante al centro urbano; que han experimentado un enorme crecimiento poblacional en los últimos años con el desarrollo de varios proyectos residenciales en el área, suscitando un incremento en el tráfico y el tiempo de viaje para los residentes que laboran en la capital de la República, la Ciudad de Panamá. La Chorrera y Arraiján albergan el único tramo en que es posible transitar por una vía troncal distinta a la Carretera Panamericana para viajar desde el interior del país hacia la Ciudad de Panamá. 

## Origen y etimología
El nombre de La Chorrera no tiene una definición totalmente científica ni siquiera en el uso del artículo La, esto se debe a que en la mayoría de documentos oficiales de un pasado remoto durante la época colonial y colombiana y al inicio de la era Republicana, aparece y no está presente el artículo La. En cuanto a la palabra Chorrera, según Moisés Castillo, junto al artículo La significa abundancia de chorros; la definición más difundida y aceptada.
Existen otras definiciones de la palabra Chorrera como lo son, parte de la vestimenta colonial que se ponía en el cuello, la cual asemeja sin lugar a dudas el Chorro de La Chorrera en su más alto caudal, también se dice que es originario de la cultura indígena ecuatoriana, considerada su destreza avanzada en orfebrería y cerámica que tiene por nombre Chorrera.
Como dato interesante, agregar que en Penonomé y Ocú hay lugares poblados que tienen por nombre Chorritos y en otros países existen asentamientos, poblaciones con el nombre de Chorrera o La Chorrera.
El 12 de septiembre de 1855, cuando surge La Chorrera como distrito, comienza la lucha y las acciones. Fue así que en 1922 se formó la agrupación cívica que se denominó Centro Chorrerano de Hombres y Mujeres, con el propósito de llevar a término toda obra y actividades necesarias para combatir el atraso imperante e impulsar el progreso de la comunidad chorrerana.
El Acuerdo del 14 de noviembre de 1909 sobre la División Territorial y Organización local del distrito muestra que en aquel entonces sólo existían nueve corregimientos, y sus nombres respondían en su mayoría a los lugares poblados más importantes de dichos corregimientos.
El censo de 1930 era de población por distritos y por caseríos o lugares poblados. Ya en el censo de 1940 tenían población por distrito, corregimientos y caseríos de 10 y más habitantes y aparecen diecisiete corregimientos con los nombres que se conservan actualmente. 
En 1960 se completan los dieciocho (18) corregimientos con la creación del Corregimiento de Guadalupe mediante el Acuerdo Municipal #56 de 17 de diciembre de 1959.

## Primeros pobladores
El área central del Istmo es un corredor de tránsito humano en busca de presas desde hace más de 11,000 años y asentamiento de culturas prehispánicas ricas en simbologías y costumbres que fueron diezmadas o movilizadas por la fuerza por la colonización Europea.
Los testimonios referentes a los primeros contactos hispano-indígena nos llevan a los años de 1510 y nos hablan sólo de la localización del río Caimito, como vía importante por la búsqueda de lugares apropiados para el trabajo agrícola proporcionara o abasteciera a los conquistadores. En este proceso de conquista y colonización ya se mencionaba el río Caimito como centro de población. Tras los feroces recorridos de Gaspar de Espinosa por los años de 1515 y la continua invasión de que fueron objeto los pueblos indígenas por los colonos, para proveer de brazos sus encomiendas y repartimientos, la población quedó disminuida. Se destaca en la lectura de la relación de Gaspar de Espinosa que el Caimito era sólo llanos y colinas que bordeaban entre el mar y las montañas de nuestro Istmo y según éste no existía ni tribu, ni cacique importante en la región.

## Límites
La Chorrera se encuentra en la región occidental de la provincia de Panamá. Su extensión territorial es de 769 kilómetros cuadrados, y sus límites son: 
Con el distrito de Arraiján: Desde donde el río Lirio toca los límites con el Distrito de Panamá, aguas arriba este río hasta su cabecera; desde aquí línea recta a la cima del cerro Ahoga Yegua, se continúa la línea recta al nacimiento de la Quebrada Naranjal, esta Quebrada hasta su desembocadura en el Río Caimito: aguas abajo este río hasta su desembocadura en la Bahía de La Chorrera en el Océano Pacífico. 
Con el distrito de Capira: desde los chorros del Río Trinidad, línea recta a la confluencia de la quebrada de Laya con Quebrada Grande se continúa por la primera quebrada hasta su nacimiento, de ahí línea recta hasta donde el camino que conduce de El Aguacate a Cañazas cruza la quebrada Huesital, se continúa por este camino en dirección a Cañazas, hacia donde se le desvía el camino que se dirige a Humildad; desde aquí línea recta hasta el punto donde el camino que se dirige a Gato de Agua, se desvía del camino que comunica Arenosa con San Sebastián, se sigue por este último camino hacia Arenosa, hasta donde se une con el camino que conduce de El Aguacate a Cañazas. Se continúa por el último camino en dirección a Cañazas hasta donde se cruza con la carretera que va hacia La Florida; desde este cruce, línea recta al nacimiento de la quebrada Brazo Norte, la cual se continúa hasta su confluencia con la quebrada Cañazas esta quebrada hasta su unión con el río Caimito, de aquí aguas arriba hasta donde el río Caimitillo le tributa sus aguas, desde esta unión fluvial, línea recta a la cima del Cerro Catalina, desde la cual se continúa la línea recta a la cabecera de la quebrada Agua Buena, por cuyo curso se sigue hasta desembocar en la quebrada Las Ollas, por esta última aguas abajo hasta donde se le une la quebrada Santa Cruz. Desde esta unión, línea recta a la cima del cerro Santa Cruz, desde aquí línea recta a la confluencia del río San José con el río Perequeté, de aquí se sigue por todo el curso de este río hasta su desembocadura en el golfo de Panamá. 
Con el océano Pacífico: desde la desembocadura del río Caimito, en la Bahía de Panamá, hasta la desembocadura del río Perequeté en la mencionada Bahía.

## Gobierno y política

### Alcaldía del Distrito
El alcalde es la máxima autoridad del distrito y es elegido por todos los ciudadanos mayores de 18 años habilitados para votar, en una elección concurrente con la de los representantes de corregimiento y las autoridades nacionales (presidente de la República y miembros de la Asamblea Nacional). Las responsabilidades del alcalde, establecidas por el artículo 240 de la Constitución, son: presentar proyectos de acuerdos, ordenar los gastos de la administración local, nombrar y remover a los funcionarios públicos municipales cuya designación no corresponda a otra autoridad, promover el progreso municipal y garantizar el cumplimiento de los deberes de los funcionarios del municipio, entre otras que sean dispuestas por la Ley.
El alcalde de La Chorrera desde el 1 de julio de 2024 es Eloy Chong, elegido por Cambio Democrático y el Partido Panameñista, con el 31.72 % de los votos válidos.

### Concejo Municipal
El Concejo Municipal ostenta el poder legislativo del gobierno del distrito y tiene la responsabilidad de aprobar o rechazar los proyectos municipales presentados por el alcalde. Está constituido por los representantes de los 18 corregimientos del distrito:
- Amador – H. R. Héctor Castro (Realizando Metas)[13]
- Arosemena – H. R. Mario Jaén (Partido Revolucionario Democrático)[13]
- Barrio Balboa – H. R. Lachito Barber (Realizando Metas)[13]
- Barrio Colón – H. R. Héctor Sambrano (Partido Revolucionario Democrático)[13]
- El Arado – H. R. Eliécer Zambrano (Partido Panameñista)[13]
- El Coco – H. R. Pedro González (Partido Revolucionario Democrático)[13]
- Feuillet – H. R. Jorge Ávila Escala (Partido Revolucionario Democrático)[13]
- Guadalupe – H. R. Yisseyka Rodríguez (Partido Revolucionario Democrático)[13]
- Herrera – H. R. Carlos Mendoza (Libre postulación)[13]
- Hurtado – H. R. Yasmina Benavides (Partido Revolucionario Democrático)[13]
- Iturralde – H. R. Katherine Morales (Cambio Democrático)[13]
- La Represa – H. R. Francisco Barrio (Partido Revolucionario Democrático)[13]
- Los Díaz – H. R. Oderay Sosa (Partido Revolucionario Democrático)[13]
- Mendoza – H. R. Ismael Martínez (Realizando Metas)[13]
- 'Obaldía' – H. R. Joel Ureña (Partido Panameñista)[13]
- Playa Leona – H. R. Edwin Pinto (Cambio Democrático)[13]
- Puerto Caimito – H. R. Néstor Ulises González (Libre postulación)[13]
- Santa Rita – H. R. Edgar Delgado (Partido Revolucionario Democrático)[13]

Cada representante es responsable de la administración de la junta comunal de su corregimiento que, a su vez, es responsable de impulsar la organización de la comunidad para promover su desarrollo socioeconómico y político. En este sentido, su deber primordial es promover el desarrollo de la colectividad y buscar la solución de sus problemas más relevantes. Los recursos financieros de las juntas comunales provienen de la alcaldía y la Autoridad Nacional de Descentralización.

### Organización territorial
El Distrito de La Chorrera, a partir del 17 de diciembre de 1959, se organiza territorialmente en un total de 18 corregimientos:
| Corregimiento         | Superficie (km²) | Censo de 2023 | Censo de 2023 | Censo de 2023      |
| Corregimiento         | Superficie (km²) | Población     | VP            | Densidad (hab/km²) |
| --------------------- | ---------------- | ------------- | ------------- | ------------------ |
| Barrio Balboa         | 7.9              | 26 165        | 11.57 %       | 3 324.8            |
| Barrio Colón          | 14.8             | 39 273        | 18.24 %       | 2 656.0            |
| Ciudad de La Chorrera | 22.7             | 65 438        | 4.20 %        | 2 888.3            |
| Amador                | 133.4            | 3 337         | 11.38 %       | 25.0               |
| Arosemena             | 31.3             | 586           | 37.56 %       | 18.7               |
| El Arado              | 70.4             | 6 242         | 129.91 %      | 88.7               |
| El Coco               | 14.9             | 22 807        | 16.34 %       | 1 535.0            |
| Feuillet              | 19.5             | 4 094         | 83.74 %       | 210.2              |
| Guadalupe             | 25.6             | 38 724        | 13.09 %       | 1 513.3            |
| Herrera               | 86.0             | 23 424        | 817.87 %      | 272.5              |
| Hurtado               | 47.6             | 1 599         | 32.59 %       | 33.6               |
| Iturralde             | 63.6             | 1 516         | 11.96 %       | 23.8               |
| La Represa            | 38.4             | 936           | 37.44 %       | 24.4               |
| Los Díaz              | 29.4             | 1 750         | 45.83 %       | 59.6               |
| Mendoza               | 54.6             | 1 517         | 23.03 %       | 27.8               |
| Obaldía               | 34.5             | 767           | 39.71 %       | 22.2               |
| Playa Leona           | 52.5             | 36 116        | 327.81 %      | 687.9              |
| Puerto Caimito        | 31.4             | 46 923        | 176.82 %      | 1 493.3            |
| Santa Rita            | 32.2             | 2 445         | 32.31 %       | 76.0               |
| Resto del distrito    | 765.2            | 192 783       | 95.39 %       | 251.9              |
| Total general         | 787.9            | 258 221       | 59.92 %       | 327.7              |

## Escudo de armas

Escudo de la Chorrera.

El escudo se divide en cuatro carteles y un círculo central bordeado por un ribete dorado llamado cordura y cuyo color simboliza la riqueza, la luz, constancia y la sabiduría.
- Cartel superior izquierdo: su fondo blanco representa la pureza, la integridad y firmeza; contiene un pergamino simbolizando la fecha de fundación del distrito de La Chorrera.
- Cartel superior derecho: su color rojo simboliza la fortaleza, la victoria, y la osadía. Contiene la flor del Espíritu Santo, que distingue nuestro distrito.
- Cartel inferior izquierdo: su color azul representa la justicia, la verdad, la lealtad y la claridad. Contiene un tambor típico (repicador) utilizado en la ejecución de la cumbia chorrerana. Simboliza la concordia, el amor, la salud, la prosperidad y la alegría de nuestra gente.
- Cartel inferior derecho: su fondo de campo blanco está ilustrado con el mapa del distrito de La Chorrera y las divisiones de los 18 corregimientos, todo en color verde, el cual simboliza el verdor de nuestra naturaleza, la esperanza, la fe, la amistad, el servicio y respeto de nuestros ciudadanos.[16]

## Economía
La producción de piña constituye el rubro agrícola más importante de exportación comercial del distrito; en las áreas rurales hay producción de diversos rubros agrícolas, pero no para exportación, sino para suplir la demanda alimentaria de la población. También se han posesionado industrias avícolas, porcinas y pecuarias.
Diferentes industrias en los últimos años se han establecido impulsando la economía del área, que van desde la producción energética a explotación de recursos minerales.
A medida que el desarrollo económico de la Ciudad de Panamá atrae gran cantidad de extranjeros y prospectando un crecimiento impulsado por estas migraciones desde la Ciudad de Panamá, gran cantidad de nacionales han elegido La Chorrera como su nuevo lugar de domicilio trayendo como consecuencia la apertura de nuevos centros comerciales, franquicias de comida rápida, restaurantes, almacenes, supermercados, bancos y financieras, como respuesta al crecimiento demográfico. 
Debido a ese desarrollo demográfico, el distrito ha crecido en cuanto al asentamiento de extensiones de instituciones del estado y empresas privadas universidades. Luego, entonces ha sido necesaria la ampliación de la autopista, que impulsó el tráfico entre La Chorrera y la Ciudad de Panamá promoviendo al mismo tiempo una conexión económica con la capital del país.

## Educación
Dentro del distrito existe una gran cantidad de colegios de enseñanza básica general a nivel primario, secundario y la educación superior. 
Entre las escuelas públicas de educación media con mayor matrícula están el Instituto Profesional y Técnico de La Chorrera (IPT de La Chorrera), conocido por su formación técnica y vocacional; el Colegio Moisés Castillo Ocaña, el cual es reconocido a nivel nacional por su banda de música «Víctor Raúl González» y por ser de las primeras casas educativas del distrito junto a la Escuela Secundaria Pedro Pablo Sánchez, la cual es distinguida por representar a Panamá en numerosos concursos académicos a nivel nacional e internacional, incluyendo olimpiadas de matemáticas, física y química, y por su nivel educativo, es considerada una de las mejores del país. 
También, se encuentra el Centro Educativo de Formación Integral Guillermo Endara Galimany (C. E. F. I. Guillermo Endara Galimany), creado en el 2013, y que ha llevado el nombre de Panamá a las esferas internacionales, destacándose en diferentes concursos de diversas áreas como ajedrez y matemáticas; además de ganar otros concursos nacionales como el Concurso Nacional de Oratoria, Excelencia Educativa, Talenpro y la Copa de Debate.
De igual forma se encuentra el Centro Regional Universitario de Panamá Oeste (CRUPO), una extensión de la Universidad de Panamá; también se encuentra el Centro Regional de La Universidad Tecnológica de Panamá y otras universidades privadas como la Universidad Americana, Universidad Interamericana, UMECIT, ISAE, entre otras
El distrito presenta unas de las tasas más altas de alfabetización de la república. Según el censo del 2000, el porcentaje de alfabetización era de un 95.6 %. 
El 1 de marzo de 2011 se inauguró el Museo Municipal de La Chorrera, siendo el primero fundado en el distrito, con el apoyo de la UNESCO para América Central.

## Cultura
La Cumbia Chorrerana
Tiene mucha semejanza con la de Cartagena, Colombia. Se baila en todo el distrito, en forma de rondas de doble fila (mujeres en el exterior, hombres en el interior), bailan girando alrededor del grupo musical, los instrumentos musicales para el toque de cumbia son: el cumbiero, la caja, el acordeón, y las maracas que son las que marcan el cambio de la figura de la cumbia por los bailadores.
Danza del Gran Diablo de La Chorrera
La danza del gran diablo es propia de las festividades del Corpus christi. En La Chorrera, se celebra el mismo día jueves 60 o 62 días despuès del Jueves Santo. 
Las danzas en primera instancia asisten a la misa para dar inicio a la celebración, luego de esta las danzas realizan su primer baile frente al atrio de la iglesia, luego se dirigen al municipio para presentar la danza a la primera autoridad del distrito. Al terminar esta la danzas se dirigen a las diferentes escuela para lograr la captaciòn de los estudiantes sin la necesidad de que estos se fuguen de la escuela y puedan apreciar la manifestación. 
· Descripción de la Danza: 
La música inicia y los danzantes entran, el ángel inicia el diálogo, y el diablo mayor contesta. Luego, los diablos guías dicen sus relaciones, se realiza una vuelta por fuera, anteriormente en sus inicios se realizaban dos vueltas una por fuera y otra por dentro. Después, se da inicio a las reacciones de los diablos las cuales se realizan en el siguiente orden, primero los dos últimos, los cuales hacen un cambio para entrar en cruz y cambiar de posición, luego dan una vuelta y regresan a su posición, para que sigan los demás, los penúltimos, en forma sucesiva, para luego hacer un cambio general donde intervienen los guías.
Punto de salón
Fue bailado en épocas anteriores por la gente de sociedad en lugares distinguidos de la cabecera del distrito. En este baile solo participaba una pareja. Para su ejecución se emplea el cumbiero, la caja y el acordeón. Durante el baile, los ejecutantes hacen despliegue de gracia y elegancia; diríamos que el hombre realza con maestría la personalidad necesaria para conquistar a su pareja, mientras que ella se hace más mujer que nunca, al contestar al galanteo con exquisita coquetería.
 Ferias y Festivales
La Chorrera cuenta con una gran cantidad de ferias y festivales, que se realizan a lo largo del año:
- Feria Internacional de La Chorrera (FICHO).
- Festival Nacional de La Cumbia Chorrerana.
- Festival Folklórico Nacional de La Mitra.
- Festival del Tambor Chorrerano (Desde 2025)
- Feria de La Piña, en la comunidad de Las Zanguengas, corregimiento de Herrera.
- Festival del Bollo y el Chicheme Chorrerano, en la comunidad de El Chorro.

## Deportes
En el distrito se practican todo tipo de deporte, en especial el béisbol y el fútbol. En la actualidad el distrito cuenta con dos equipos de fútbol profesional, siendo el Club Atlético Independiente de La Chorrera y el San Francisco Fútbol Club, ambos juegan en la Primera División de Panamá. Se cuenta además con los escenarios deportivos más importantes de la provincia de Panamá Oeste, el Estadio Justino "Gato Brujo" Salinas en donde disputaba los partidos el equipo de béisbol de Panamá Oeste (juvenil y mayor), recientemente reinaugurado en 2024. Así como también el nuevo estadio y Centro de Alto Rendimiento Mariano Rivera. Cuenta también con un recinto para el fútbol como el Estadio Agustín "Muquita" Sánchez en donde disputan sus partidos los dos equipos del distrito a nivel profesional y el resto de la provincia.
El Complejo Deportivo Plaza 28 de noviembre, es uno los escenarios más reconocidos dentro del distrito, aunque en él se realizan actividades aficionadas y de esparcimiento. Dentro del complejo se cuenta con dos cancha de fútbol de césped artificial, una de Fútbol 5 y una de fútbol, que cuenta con las dimensiones mínimas de FIFA (45x90) con una gradería de capacidad para 300 personas, además de una cancha de baloncesto y un mini parque con máquinas para ejercitar y amplias aceras para caminata, todo esto para la comunidad. 
Adicionalmente se cuenta con un Autódromo, denominado "Circuito Internacional", en el Trapichito de La Chorrera, se encuentra en su fase 3 de construcción, que espara convertirse en una pista de carreras con todos los estándares, para poder albergar carreras internacionales, atrayendo más turismo para la provincia.
El lazo y rodeos son comunes en la región, por lo que también hay diferentes torneos, dejando una buena representación, en donde los equipos del distrito son reconocidos tanto a nivel regional como nacional, representando a la provincia.